# Cksum
cksum은 유닉스 계열 운영 체제의 명령어의 하나로, 파일이나 데이터 스트림의 체크섬 값을 만들어준다. cksum 명령어는 변수에 지정된 각 파일을 읽으며 변수가 지정되지 않으면 표준 입력을 읽는데, 출력은 파일의 CRC 체크섬과 바이트 카운트로 표시된다.
cksum 명령어는 파일을 그대로 두었는지 신뢰할 수 없는 수단에 의해 변경되었는지 확인하는데 사용할 수 있다.
그러나 cksum 명령어가 계산한 CRC 체크섬은 암호학적으로 안전한 것은 아니다. 즉, "우연한" 손상에 대해 보호를 하지만(손상된 데이터가 의도된 데이터와 동일한 체크섬을 가질 가능성은 거의 없음) 공격자가 체크섬의 변동이 없는 방식으로 "의도적으로" 파일을 손상시키는 것은 어렵지 않다. 유닉스 계열 운영 체제는 일반적으로 sha256sum과 같은 암호학적으로 안전한 체크섬을 위한 기타 명령어들을 포함하고 있다.

## 알고리즘
cksum은 다항식 0x04C11DB7을 사용하며 리틀 엔디언 표현으로 길이를 메시지 뒤에 추가한다. 해당 길이는 오른쪽 끝으로 잘려나간 널 바이트를 가진다.

## 문법
```
cksum
 
[
파일
]
...
cksum
 
[
옵션
]

```

## 사용 예
```
$ 
cksum
 
test.txt

4038471504 75 test.txt

```

여기에서 4038471504는 체크섬 값을, 75은 test.txt의 파일 크기를 나타낸다.

## 같이 보기
- 순환 중복 검사
- GNU 코어 유틸리티
- md5sum